# Арутюнян, Лилия Зиновьевна
Ли́лия Зино́вьевна Арутюня́н (Андро́нова) (род. 18 февраля 1930, Витебск) — советский и российский логопед, автор методики «Устойчивая нормализация речи заикающихся», профессор кафедры логопедии МПГУ им. М. А. Шолохова, научный руководитель специалистов речевого центра «Арлилия», ведущий логопед-практик.

## Биография
Родилась 18 февраля 1930 г. в Белоруссии в г. Витебске. Во время начала Великой Отечественной войны семья была эвакуирована и поселилась под Куйбышевым (ныне Самарой), а позже в Москве.
После окончания школы поступила в МГПИ им. В. И. Ленина, причём мечтала учиться на филфаке, но в приемной комиссии уговорили поступить на вновь открывшийся дефектологический факультет. В ту пору профессии дефектолога, логопеда были в новинку, поэтому желающих учиться на этом факультете было немного, но тем, кто оканчивал его, предоставлялась 2 специальности: учитель русского языка и литературы и учитель-логопед. Поэтому Лилия Зиновьевна заинтересовалась этой возможностью и решила поступить на «деффак».
В 1952 г. окончила дефектологический факультет МГПИ им. В. И. Ленина с красным дипломом и по распределению уехала учительствовать на Дальний Восток в с. Томичи Амурской области.
В 1952—1953 гг. — работала учителем русского языка и литературы в школе рабочей молодежи на Дальнем Востоке.
В 1953—1991 гг. — проживала в Куйбышев (ныне Самара).
С 1955—1959 гг. — работала логопедом во вспомогательной школе № 111 г. Куйбышева.
С 1959—1986 гг. — работала логопедом дорожной поликлиники ст. Куйбышев.
В процессе логопедической работы во взрослом отделении железнодорожной поликлиники г. Куйбышева ей приходится иметь дело с различными дефектами речи, включая заикание. Огромное желание помочь и одновременно ощущение профессиональной беспомощности перед лицом заикания разжигают творческий и исследовательский интерес к проблеме.
В 1960 г. прошла обучение у врача-психотерапевта К. М. Дубровского в г. Харькове и становится одной из его любимых учениц и последователей, использующих сеансы императивного внушения.
В 1974 г. Л. З. Арутюнян защитила диссертацию на соискание ученой степени кандидата педагогических наук по теме: «Система коррекционно-воспитательных мероприятий по предупреждению рецидивов заикания у детей школьного возраста (8-12 лет)».
После защиты диссертации Л. З. Арутюнян продолжает работать практическим логопедом и активно ведет научные исследования по проблемам заикания. В результате ей была разработана методика устойчивой нормализации речи заикающихся.
В 1984 г. Л. З. Арутюнян было получено авторское свидетельство № 1337085 на «Способ лечения заикания».
В 1986 г. по решению Министерства просвещения при Самарском государственном педагогическом институте (СГПИ) были организованы курсы повышения квалификации логопедов с целью распространения методики Л. З. Арутюнян. Одновременно был открыт Речевой центр, где заикающиеся могли проходить лечение по её авторской методике, а логопеды могли повышать свою квалификацию.
В 1988 г. указом Министерства просвещения РСФСР в СГПИ был открыт дефектологический факультет. Л. З. Арутюнян была избрана заведующей кафедрой логопедии.
В 1991 г. взамен авторского свидетельства выдан патент на изобретение.
В 1994 г. году стала профессором кафедры логопедии СГПИ.
С конца 90-х годов Лилия Зиновьевна ведет научную и практическую работу совместно с её супругом Арутюняном Миграном Арутюновичем.
В 2003 г. Л. З. Арутюнян и М. А. Арутюняну выдан патент на изобретение № 2210395.
За весомый вклад в развитие образования Лилия Зиновьевна была удостоена звания Ветерана труда РФ.
В настоящее время является профессором кафедры логопедии Московского педагогического государственного университета, научным руководителем специалистов речевого центра «Арлилия» и ведущим логопедом-практиком.
Л. З. Арутюнян была неоднократным участником Международных конференций, посвященных проблеме заикания (в Германии, Швеции, США, Дании, Англии, Франции, Нидерландах). Методика успешно использовалась не только в России, но и за рубежом. В Польше, где Лилия Зиновьевна несколько лет работала с польскими заикающимися, до сих пор существует речевой центр, работающий по её методике. Причём организаторами и специалистами Центра стали бывшие пациенты Лилии Зиновьевны.
Результаты работы были высоко оценены пациентами Польши, после чего Лилия Зиновьевна удостоилась благодарственного письма, а в дальнейшем и личной встречи с Папой Римским Иоанном Павлом II.

## Труды
- Андронова Л. З. Факторный анализ рецидивов заикания у детей 8-12 лет // Расстройства речи и методы их устранения. Сборник трудов /Под ред. С. С. Ляпидевского и С. Н. Шаховской. — М.: МГПИ им. В. И. Ленина, 1975. — 195 с. — 106—125.
- Андронова Л. З. Коррекция интонационной стороны речи заикающихся //Дефектология. — 1988. — № 6. — С. 63-67.
- Андронова Л. З., Арутюнян М. А. Анализ временных характеристик видов речи, применяемых при коррекции заикания // Дефектология. — 1984. — № 4. — С. 14-17.
- Арутюнян Л. З. Комплексная система устойчивой нормализации речи заикающихся. М., 1990.
- Арутюнян Л. З. (Андронова) Как лечить заикание. М., 1993.
- Арутюнян Л. З. Основные положения комплексной методики устойчивой нормализации речи при заикании /Заикание: проблемы теории и практики. — М.